# Viktor von Tepper-Laski
Viktor Karl Erdmann von Tepper-Laski (* 9. September 1844 in Ratibor, Oberschlesien; † 28. Juni 1905 in Wiesbaden) war ein deutscher Beamter in Preußen, zuletzt Regierungspräsident im Regierungsbezirk Köslin.

## Leben

### Familie
Tepper-Laski entstammte einem westpreußischen, im Jahr 1786 in den preußischen Adelsstand erhobenen Kaufmannsgeschlecht. Der Vater war Oberlandesgerichtsrat.

### Werdegang
Tepper-Laski besuchte das Gymnasium in Ratibor und studierte an der Königlichen Universität Breslau, der Ruprecht-Karls-Universität Heidelberg und der Friedrich-Wilhelms-Universität zu Berlin. Während des Studiums war er zunächst im Breslauer Corps Silesia und danach beim Corps Neoborussia Berlin aktiv. Er war zunächst Auskultator beim Appellationsgericht in Ratibor und wechselte dann als Regierungsreferendar in Oppeln zur allgemeinen Verwaltung. 1870/71 nahm er im 6. Jägerbataillon am Deutsch-Französischen Krieg teil. 1873 wurde er Regierungsassessor in Königsberg, 1875 Landrat des westpreußischen Kreises Schlochau.
1880–1884 gehörte Tepper-Laski dem Reichstag (Deutsches Kaiserreich) an, wo er als Abgeordneter den Wahlkreis Regierungsbezirk Marienwerder 7 (Schlochau - Flatow) vertrat. Ab 1879 war er Mitglied im Preußischen Abgeordnetenhaus. Von 1890 bis 1897 war er Regierungspräsident des Regierungsbezirk Wiesbaden. Nach einigen aus heutiger Sicht belanglosen Verfehlungen, wie der Teilnahme an einer Jagd an einem Sonntag, wurde er auf Wunsch von Kaiser Wilhelm II. nach Köslin strafversetzt und war dann von 1898 bis 1903 Regierungspräsident des Regierungsbezirks Köslin. 1903 trat er in den Ruhestand.
Tepper-Laski heiratete am 1. Februar 1887 auf Gut Lützschena bei Leipzig die aus erster Ehe verwitwete Martha Freiin Speck von Sternburg (* 22. August 1859 auf Gut Lützschena; † 10. Mai 1941 in Wiesbaden), Tochter des Alexander Freiherrn Speck von Sternburg, Fideikommissherr auf Lützschena, und der Martha Stocks. Das Ehepaar hatte eine Tochter und einen Sohn.